# Orašac (Bihać)
Pour les articles homonymes, voir Orašac.
Orašac (en cyrillique : Орашац) est un village de Bosnie-Herzégovine. Il est situé sur le territoire de la ville de Bihać, dans le canton d'Una-Sana et dans la fédération de Bosnie-et-Herzégovine. Selon les premiers résultats du recensement bosnien de 2013, il compte 1 390 habitants.

## Démographie

### Évolution historique de la population
| 1948 | 1953 | 1961  | 1971  | 1981  | 1991  | 2013  |
| ---- | ---- | ----- | ----- | ----- | ----- | ----- |
| -    | -    | 2 086 | 2 281 | 2 541 | 2 574 | 1 390 |

|  |

### Communauté locale
En 1991, la communauté locale d'Orašac comptait 3 036 habitants, répartis de la manière suivante :